# Naso brachycentron
A Naso brachycentron a sugarasúszójú halak (Actinopterygii) osztályának sügéralakúak (Perciformes) rendjébe, ezen belül a doktorhalfélék (Acanthuridae) családjába tartozó faj.

## Előfordulása

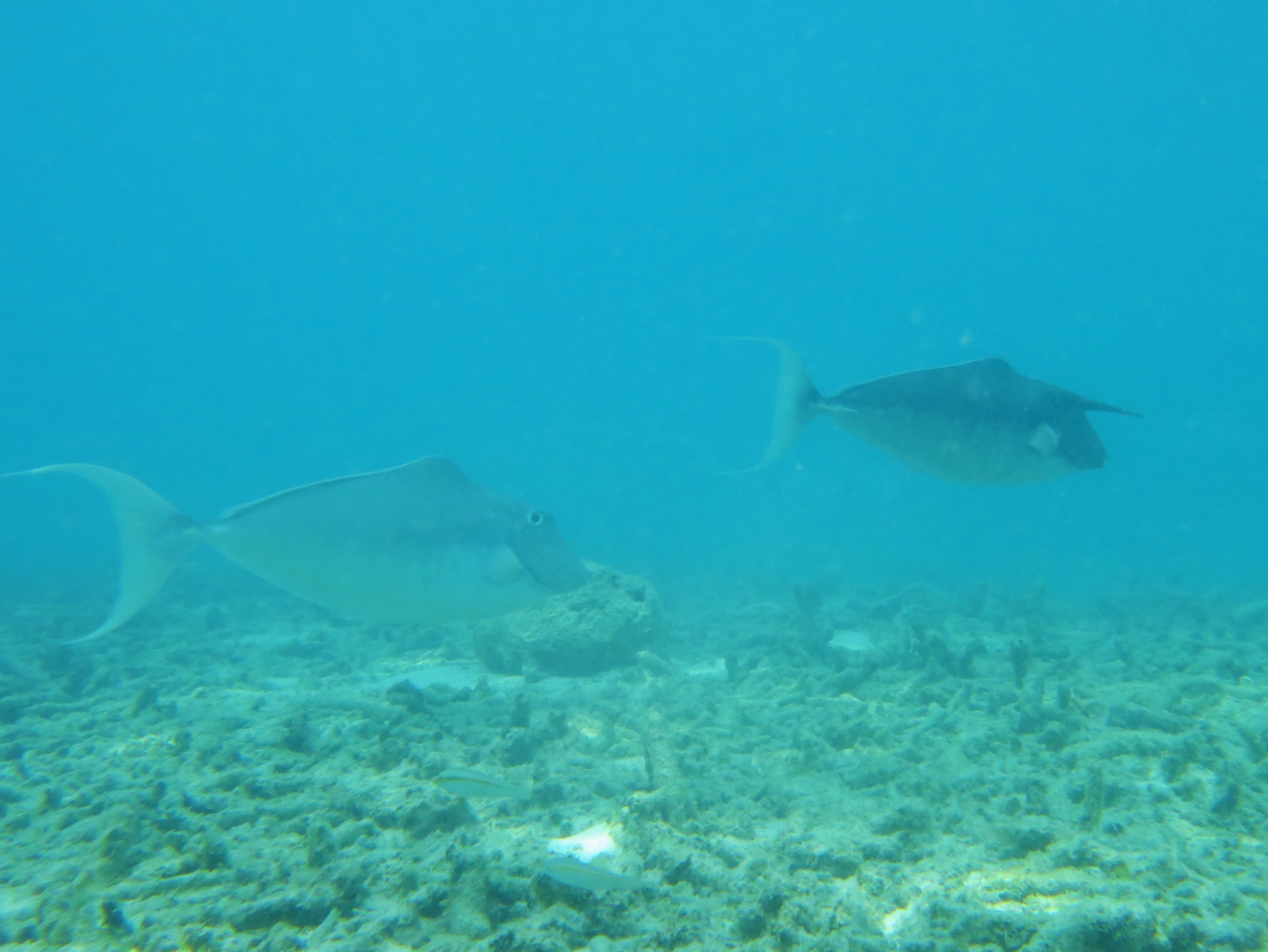
Párban

A Naso brachycentron a Csendes- és az Indiai-óceánokban fordul elő. Kelet-Afrikától kezdve egészen a Marquises- és a Társaság-szigetekig sokfelé fellelhető. Elterjedésének az északi határát Japánhoz tartozó Rjúkjú-szigetek, míg déli határát Vanuatu képezi.

## Megjelenése
Ez a halfaj legfeljebb 90 centiméter hosszú. A hátúszóján 4-5 tüske és 28-30 sugár, míg a farok alatti úszóján 2 tüske és 27-28 sugár ül. Felnőtt korára púpot növeszt; „szarva” csak a hímnek van. A fején a szemek mögött, valamint a testen a mellúszók fölött sötéten szegélyezett világos foltok láthatók. A farokúszóján nincs fehér szegély. A szemek és száj közti pofarész erősen lehajlik, a testével 40 fokos szöget alkotva.

## Életmódja

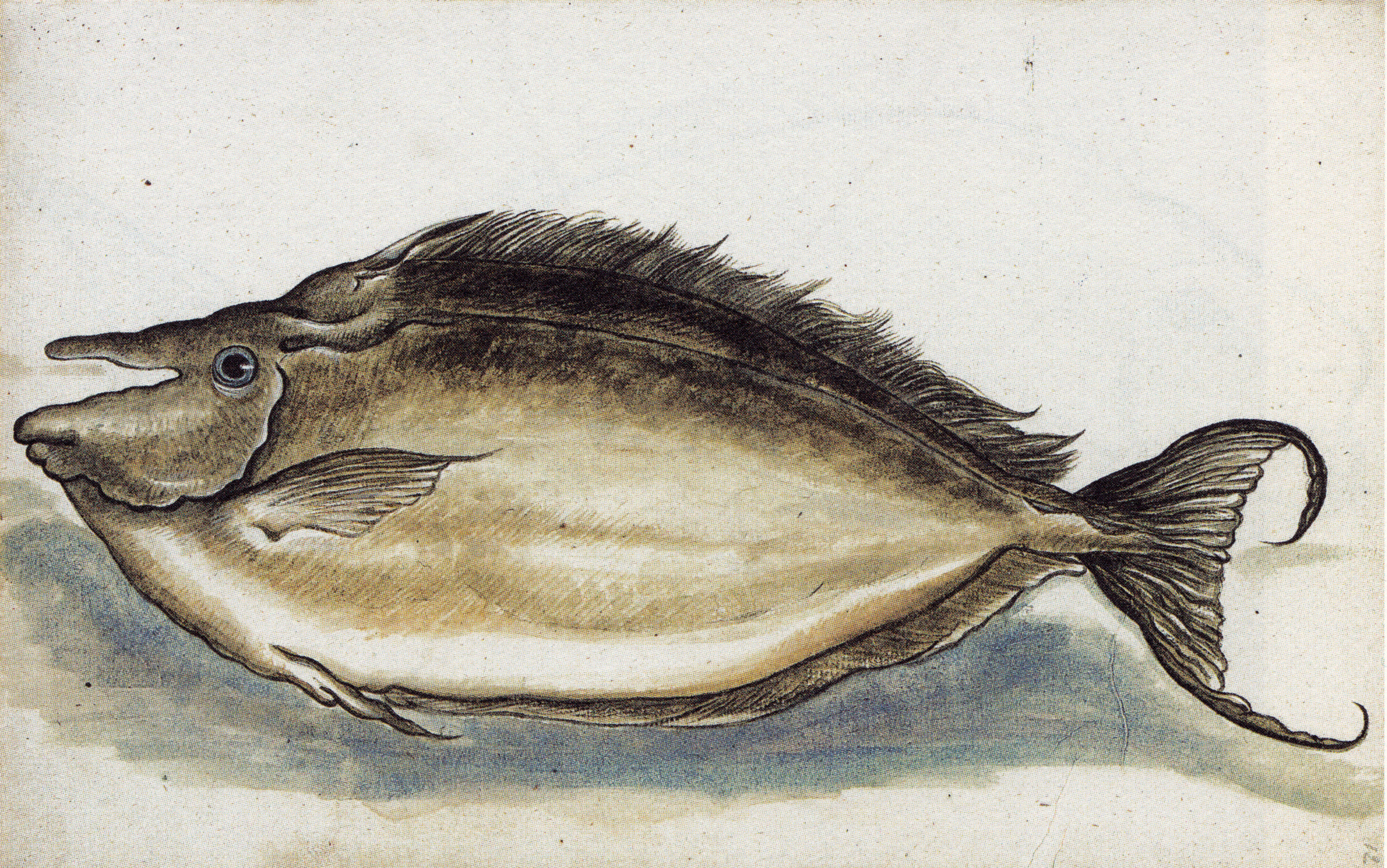
Régi rajz a halról

Trópusi, tengeri hal, amely a korallzátonyokon él. 8-30 méteres mélységekben lelhető fel, azonban általában 15-20 méter mélyen tartózkodik. A 25-28 Celsius-fokos vízhőmérsékletet kedveli. A mélyebb, part menti vizeket kedveli, ahol általában kisebb rajokban úszik. Néha nagy rajokat is alkothat, vagy éppen egymagában figyelhető meg. A vízalatti sziklákat és a kavicsos fenéket kedveli, ahol mélyebb vízi algákkal táplálkozik.

## Felhasználása
A Naso brachycentront ipari mértékben halásszák; főleg mélytengeri hálókkal. A városi akváriumok szívesen tartják.